# Chinese Taipei Open 2002
Die Chinese Taipei Open 2002 im Badminton fanden Mitte Juli 2002 statt.

## Sieger und Platzierte
| Disziplin    | Gold                                            | Silber                          | Bronze                                     |
| ------------ | ----------------------------------------------- | ------------------------------- | ------------------------------------------ |
| Herreneinzel | Taufik Hidayat                                  | Agus Hariyanto                  | Shon Seung-mo                              |
| Herreneinzel | Taufik Hidayat                                  | Agus Hariyanto                  | Lee Hyun-il                                |
| Dameneinzel  | Wang Chen                                       | Sujitra Ekmongkolpaisarn        | Ling Wan Ting                              |
| Dameneinzel  | Wang Chen                                       | Sujitra Ekmongkolpaisarn        | Kim Kyeung-ran                             |
| Herrendoppel | Ha Tae-kwon Kim Dong-moon                       | Bambang Suprianto Candra Wijaya | Sudket Prapakamol Khunakorn Sudhisodhi     |
| Herrendoppel | Ha Tae-kwon Kim Dong-moon                       | Bambang Suprianto Candra Wijaya | Tesana Panvisavas Pramote Teerawiwatana    |
| Damendoppel  | Sathinee Chankrachangwong Saralee Thungthongkam | Hwang Yu-mi Lee Hyo-jung        | Deyana Lomban Vita Marissa                 |
| Damendoppel  | Sathinee Chankrachangwong Saralee Thungthongkam | Hwang Yu-mi Lee Hyo-jung        | Cheng Wen-hsing Chien Yu-chin              |
| Mixed        | Emma Ermawati Tri Kusharyanto                   | Vita Marissa Nova Widianto      | Khunakorn Sudhisodhi Saralee Thungthongkam |
| Mixed        | Emma Ermawati Tri Kusharyanto                   | Vita Marissa Nova Widianto      | Bambang Suprianto Minarti Timur            |

## Finalergebnisse
| Disziplin    | Sieger                                          | Finalist                        | Ergebnis          |
| ------------ | ----------------------------------------------- | ------------------------------- | ----------------- |
| Herreneinzel | Taufik Hidayat                                  | Agus Hariyanto                  | 15-10, 15-8       |
| Dameneinzel  | Wang Chen                                       | Sujitra Ekmongkolpaisarn        | 11-3, 11-1        |
| Herrendoppel | Ha Tae-kwon Kim Dong-moon                       | Bambang Suprianto Candra Wijaya | 15-9, 13-15, 15-3 |
| Damendoppel  | Saralee Thungthongkam Sathinee Chankrachangwong | Hwang Yu-mi Lee Hyo-jung        | 4-11, 13-12, 11-8 |
| Mixed        | Tri Kusharyanto Emma Ermawati                   | Nova Widianto Vita Marissa      | 8-11, 13-11, 11-7 |